# Aldealseñor
Aldealseñor település Spanyolországban, Soria tartományban. Aldealseñor Aldealices, Carrascosa de la Sierra, La Losilla, Cirujales del Río, Los Villares de Soria és Ausejo de la Sierra községekkel határos. Lakosainak száma 28 fő (2024).

## Népesség
A település népessége az elmúlt években az alábbi módon változott:
| Lakosok száma | 49   | 46   | 43   | 42   | 43   | 44   | 31   | 31   | 27   | 28   |
|               | 2001 | 2004 | 2007 | 2009 | 2012 | 2014 | 2017 | 2019 | 2022 | 2024 |